# Nuevo San Pedro
Nuevo San Pedro är en ort i Mexiko.   Den ligger i kommunen Ocosingo och delstaten Chiapas, i den sydöstra delen av landet, 800 km öster om huvudstaden Mexico City. Nuevo San Pedro ligger 942 meter över havet och antalet invånare är 117.
Terrängen runt Nuevo San Pedro är varierad, och sluttar söderut. Runt Nuevo San Pedro är det glesbefolkat, med 16 invånare per kvadratkilometer. Närmaste större samhälle är Ocosingo, 19,6 km väster om Nuevo San Pedro. I omgivningarna runt Nuevo San Pedro växer i huvudsak städsegrön lövskog.